# Lista chorążych reprezentacji Serbii na igrzyskach olimpijskich

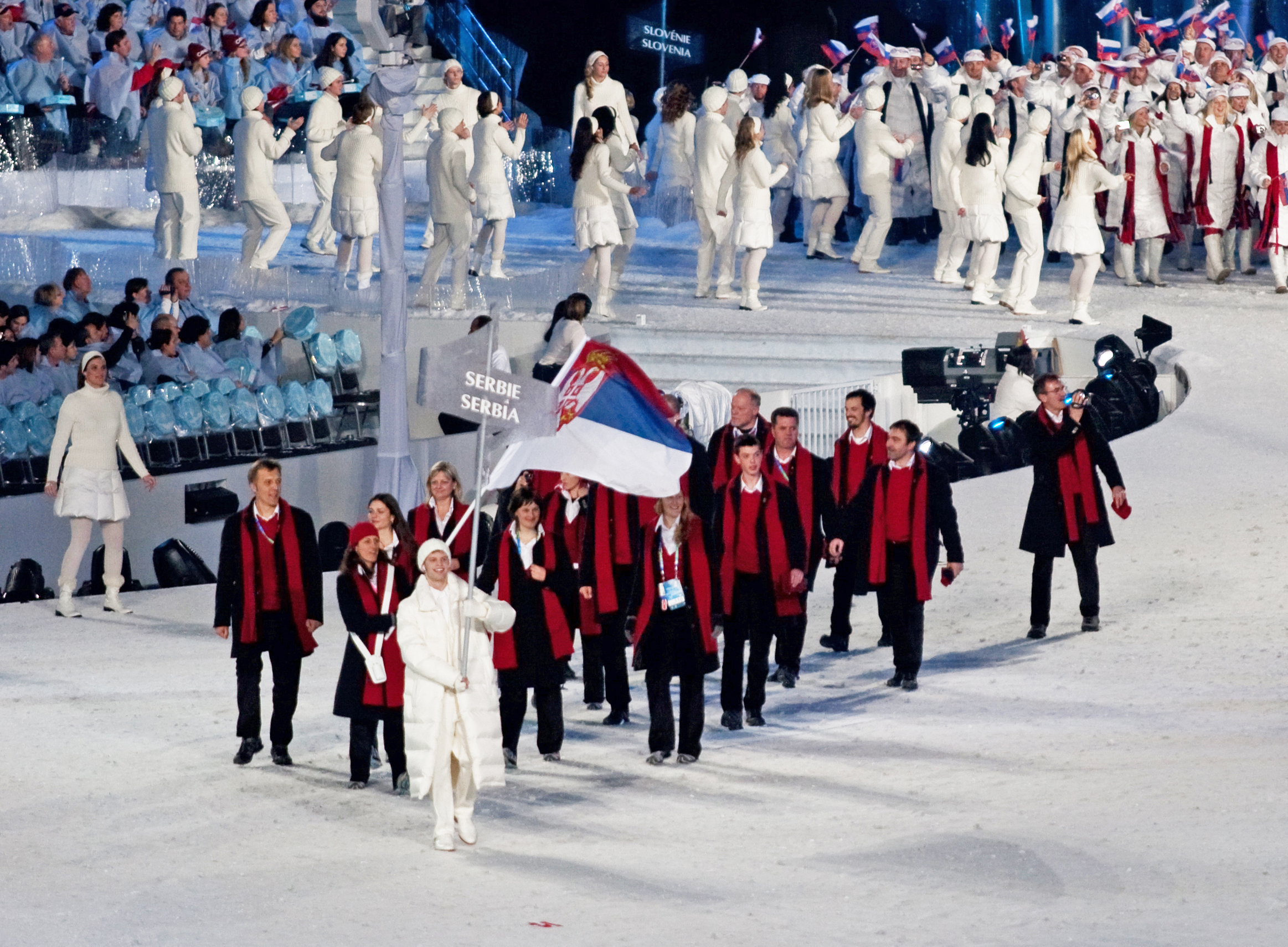
Reprezentacja Serbii podczas ceremonii otwarcia Zimowych Igrzysk Olimpijskich w Vancouver (chorąży Jelena Lolović)

Lista chorążych reprezentacji Serbii na igrzyskach olimpijskich – lista wszystkich zawodników i zawodniczek reprezentacji Serbii, którzy podczas ceremonii otwarcia nowożytnych igrzysk olimpijskich nieśli flagę Serbii.

## Chronologiczna lista chorążych
| Lp. | Rok i miejsce        | Chorąży            | Dyscyplina                 |
| --- | -------------------- | ------------------ | -------------------------- |
| 1   | 1912, Sztokholm      | Dragutin Tomašević | lekkoatletyka              |
| 2   | 2008, Pekin          | Jasna Šekarić      | strzelectwo                |
| 3   | 2010, Vancouver      | Jelena Lolović     | narciarstwo alpejskie      |
| 4   | 2012, Londyn         | Novak Đoković      | tenis                      |
| 5   | 2014, Soczi          | Milanko Petrović   | Biathlon Biegi narciarskie |
| 6   | 2016, Rio de Janeiro | Ivana Maksimović   | Strzelectwo                |
| 7   | 2018, Pjongczang     | Nevena Ignjatović  | narciarstwo alpejskie      |
| 8   | 2020, Tokio          | Sonja Petrović     | Koszykówka                 |
| 8   | 2020, Tokio          | Filip Filipović    | Pływanie                   |